# 武田信正
武田 信正（たけだ のぶまさ）は、江戸時代前期の人物。武田信道の子。武田信玄の曾孫にあたる。子に武田信興。妻は内藤忠興の娘。

## 来歴
慶長18年（1613年）、大久保長安の死後に起こった大久保長安事件に連座して、父信道とともに松平康長に預けられた。のち、元和元年（1615年）に伊豆大島に配流され、同島の野増に居を構える。父が没したのちも赦されず在島したが、上野寛永寺の公海のとりなしなどがあり、寛文3年（1663年）3月、徳川家光の十三回忌に赦免され江戸に戻った。そして磐城平藩主内藤忠興に迎えられ、忠興の娘（母は小山田信茂の娘香具姫）の婿となった。2人の間の子信興は高家に列せられている。

## 系譜
- 父：武田信道
- 母：林称院（浅野家家臣森島新吾の娘満々）
- 正室：内藤忠興の娘
  - 武田信興
- 側室：富士井氏
  - 大島信冬
  - 西川信重
  - 渡邊信證

大島在島時、家臣富士井丹波の孫娘との間に信冬、信重、信證の3子を儲けた。長男信冬は家臣の大島家を相続し、米倉氏に仕えた。次男信重は家臣西川家を相続し、子孫は代々高家武田家に仕え、明治維新後武田に復姓。信證は家臣渡邊家を相続し、子孫は絶えている。